# Pomadasys striatus
Pomadasys striatus es una especie de peces de la familia Haemulidae en el orden de los Perciformes.

## Morfología
• Los machos pueden llegar alcanzar los 22 cm de longitud total.

## Distribución geográfica
Se encuentra desde de Beira (Mozambique) hasta Knysna (Sudáfrica ).